# Таёжнинский сельсовет
Таёжнинский сельсовет — сельское поселение в Богучанском районе Красноярского края.
Административный центр — посёлок Таёжный.
Первоначально: городское поселение посёлок Таёжный.

## Население
| 2010 | 2012  | 2013  | 2014  | 2015  | 2016  | 2017  |
| ---- | ----- | ----- | ----- | ----- | ----- | ----- |
| 6679 | ↗6681 | ↘6531 | ↘6430 | ↗6441 | ↗6717 | ↗7000 |

## Состав сельского поселения
| № | Населённый пункт | Тип населённого пункта          | Население |
| - | ---------------- | ------------------------------- | --------- |
| 1 | Карабула         | село                            | 631       |
| 2 | Таёжный          | посёлок, административный центр | ↗6048     |

## Местное самоуправление
Таёжнинский сельский Совет депутатов
Дата избрания: 04.03.2012. Срок полномочий: 4 года
Глава муниципального образования
- Жаркомбаев Раушан Ибрахимович. Дата избрания: 04.03.2012. Срок полномочий: 4 года